# Glàndula de Bartholin
Les glàndules vestibulars majors o glàndules de Bartholin (foren descrites per primer cop per Caspar Bartholin) són cadascuna de les dues glàndules de l'aparell genital femení que desemboquen a cada costat de l'orifici vaginal dels mamífers, llevat dels cetacis, sirenis i pinnípedes. Segreguen un líquid mucós, destinat a lubrificar la vulva i la vagina en el moment del coit. A la dona estan situades als llavis majors de la vulva, a cada costat de la meitat posterior. Cada una d'aquestes glàndules pesa uns quatre o cinc grams, té una longitud compresa entre els 10 i els 15 mil·límetres, uns 8 d'alçada i uns 5 de gruix.
Les glàndules de Bartholin poden patir una incisió per error en el transcurs d'una episiotomia mal feta (vegeu violència obstètrica). Si, a més, aquesta incisió s'infecta es produeix una bartolinitis. Una altra infecció que es pot donar en aquestes glàndules és la causant de la gonorrea.
Les glàndules homòlogues en el sistema reproductor masculí són les glàndules de Cowper.